# Wegeventil
Wegeventile dienen in der Fluidtechnik (Pneumatik und Hydraulik) dazu, den Weg für das Arbeitsmedium (Druckluft, Hydraulikflüssigkeit) zu sperren oder die Durchflussrichtung zu ändern. Die Ventile unterscheiden sich nach folgenden Hauptmerkmalen:
1. Bauart des Steuerelements, z. B. Schieber, Ventilkegel
2. Anzahl der Schaltstellungen
3. Art der Betätigung, z. B. elektrisch (Elektromagnet), pneumatisch, hydraulisch, mechanisch, manuell
4. Anzahl der Durchflusswege
5. Anzahl, Größe und Art der Anschlüsse, z. B. Nennweite, Gewinde

Wegeventile werden nach der Anzahl der Anschlüsse pro Schaltstellung und der Anzahl der Schaltstellungen beschrieben. Die Schaltstellung wird von links beginnend mit Kleinbuchstaben in alphabetischer Reihenfolge angegeben.
Beispiel: Ein 3/2-Wegeventil (gesprochen: drei-strich-zwei oder oft auch drei-zwei) besitzt drei Anschlüsse und zwei Schaltstellungen.
Mit Wegeventilen werden die Richtung des Volumenstromes, d. h. die Ausfahrrichtung eines Zylinders und durch Start-Stopp-Befehle die Weglänge des Hubes gesteuert.

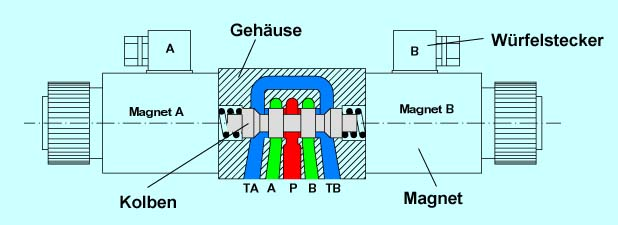
Beispiel eines 5/3-Wegeventiles (Kolbenschieberbauart, elektromagnetisch betätigt; für Hydraulik)

Das obige Bild ist in neutraler Position gezeichnet. Der Anschluss P ist der Druckeingang, A und B sind geschaltete Ausgänge, TA und TB sind die Rückführungsanschlüsse. Wenn der Magnet A mit Strom versorgt wird, wird der Kolben nach links gezogen und verbindet den Anschluss P mit A und den Anschluss B mit TB. Wenn Magnet B mit Strom versorgt wird, wird der Kolben nach rechts gezogen und verbindet P mit B und A mit TA.
|                                   |                             |                             |                          |
| Typ                               | Pneumatik: Neue Bezeichnung | Pneumatik: Alte Bezeichnung | Hydraulik                |
| Druckquelle                       | 1                           | P                           | P                        |
| Arbeitsleitungsanschluss          | 2, 4                        | A, B                        | A, B                     |
| Entlüftungsanschluss bzw. Abfluss | 3, 5, 7                     | R, S, T                     | R, T (T = Tankanschluss) |
| Steueranschluss                   | 12, 14, 16                  | Y, Z                        | X, Y                     |
| Leckölanschluss                   | —                           | —                           | L                        |